# 엑스페리아 플레이

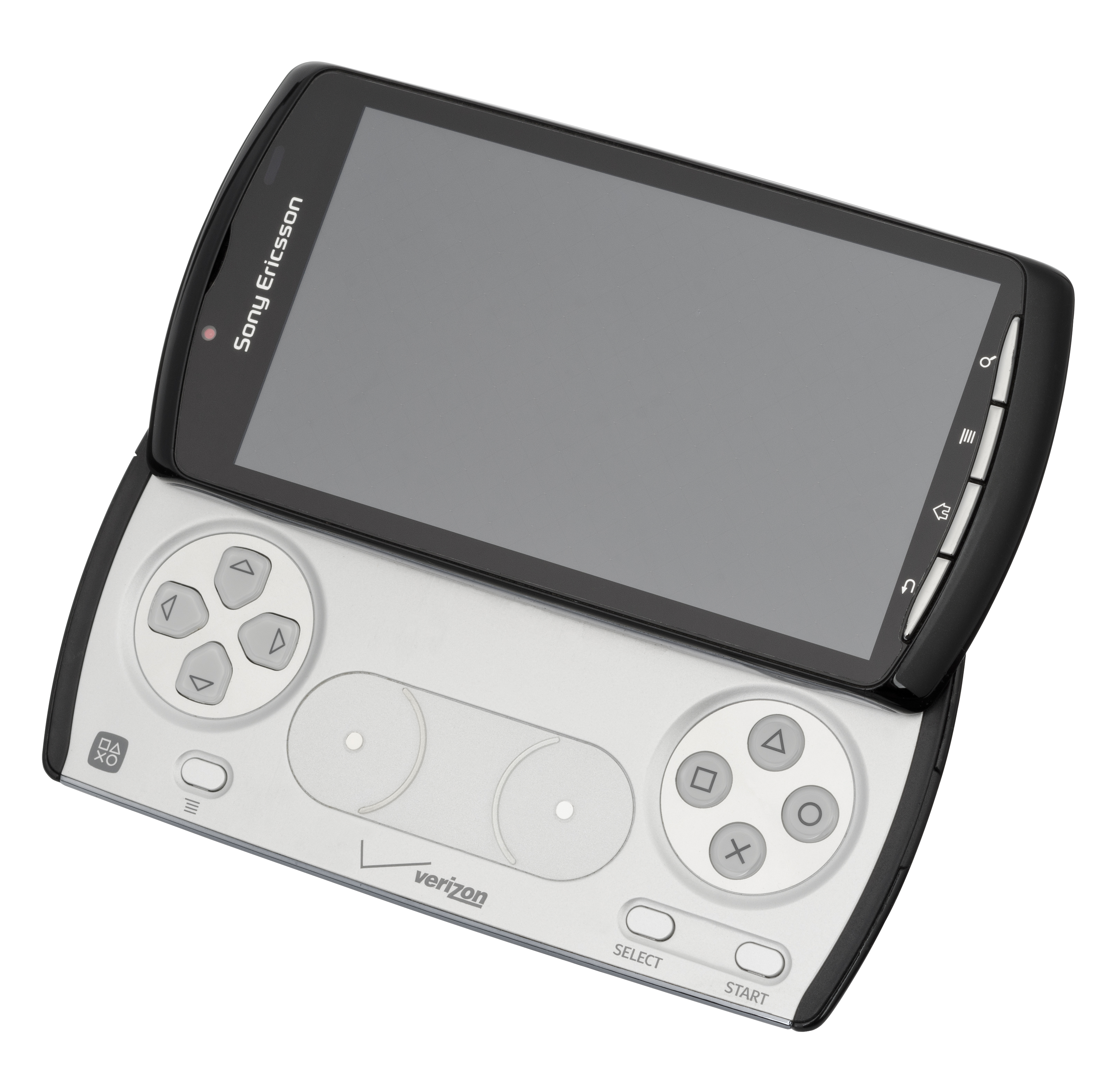
엑스페리아 플레이

엑스페리아 플레이(Xperia Play)는 소니 에릭슨이 생산한 휴대용 게임 콘솔의 요소를 갖춘 스마트폰이다. 저렴한 다운로드 가능한 게임을 갖춘 스마트폰의 급속한 확장으로 인해 2010년대에 전용 휴대용 게임 콘솔의 시장 점유율이 감소함에 따라 소니는 두 개의 별도 장치로 문제를 해결하려고 시도했다. 플레이스테이션 비타라고 하는 스마트폰 요소를 갖춘 전용 비디오 게임 콘솔과 휴대용 콘솔 요소를 갖춘 스마트폰인 엑스페리아 플레이가 있다. 원래 "플레이스테이션 폰"(PlayStation Phone)이라는 소문이 돌았지만, 이 장치는 안드로이드 운영체제에서 실행되는 엑스페리아 브랜드를 선호하면서 "플레이스테이션" 브랜드에서 탈피했다.
2011년 2월 13일 MWC(모바일 월드 콩그레스) 2011에서 약 50개의 소프트웨어 타이틀 출시 라인업과 함께 이 장치가 2011년 3월 전 세계적으로 출시될 것이라고 발표되었다.

## 같이 보기
- N-게이지
- 소니 태블릿